# HA Prichard
Harold Arthur Prichard, född 30 oktober 1871, död 29 december 1947, var en framstående brittisk filosof.

## Biografi
Prichard studerade vid Clifton College  varifrån han mottog ett stipendium till New College, Oxford, för att studera matematik. Efter att ha fått förstklassiga utmärkelser i matematik 1891, studerade han humaniora och mottog förstklassiga utmärkelser 1894. När han lämnade Oxford tillbringade han en kort period vid en advokatbyrå i London, innan han återvände till Oxford där han tillbringade resten av sitt liv, först som fellow vid Hertford College (1895–98) och sedan vid Trinity College (1898–1924) ). Han tog förtidspension från Trinity 1924 på grund av ohälsa, men återhämtade sig och valdes till Whites professor i moralfilosofi 1928 och blev stipendiat vid Corpus Christi College. Han gick slutligen i pension 1937.

## Filosofiskt arbete
Prichard gav ett inflytelserik försvar av etisk intuitionism i sin "Does Moral Philosophy Rest on a Mistake?" (1912), där han hävdade att moralfilosofin huvudsakligen vilade på viljan att argumentera för de plikter som vi redan accepterar, såsom principen att man bör hålla sina löften eller att man inte borde stjäla. Detta är ett misstag, menade han, både för att det är omöjligt att härleda en tes om vad man bör göra från premisser som inte rör förpliktelser, och för att det inte finns något behov av att göra det eftersom den folkliga principen om moraliska skyldigheter är självklara. Texten lade grunden för etisk intuitionism och inspirerade några av de mest inflytelserika moralfilosoferna såsom John Rawls.

### Kritik av utilitarism
Prichard angrep utilitarismen utifrån dess oförmåga att generera förpliktelser. Han konstaterar att man inte kan motivera en skyldighet genom att peka på konsekvenserna av den pliktiga handlingen eftersom konsekvenserna bara kan visa att handlingen är önskvärd, inte att den är pliktig. Med andra ord hävdar han att även om utilitarism kan uppmuntra människor att göra handlingar som en moralisk person skulle göra, kan den inte skapa en moralisk skyldighet att utföra dessa handlingar.

## Privatliv
Prichard gifte sig 1899 med Mabel Henrietta Ross, som var en av medgrundarna till St Anne's College. 

## Skrifter
- Kants teori om kunskap (1909)
- "Does Moral Philosophy Rest on a Mistake?" Mind 21 (1912): 21–37.
- Moral Obligation (London, 1949; 1968)
- Knowledge and Perception, Essays and Lectures (London, 1950)